# Театр Японии
Театр Японии — вид исполнительского японского искусства, значимая часть японской культуры. Сформировался под влиянием культур многих стран и территорий — Китая, Кореи, Индии, Персии, Тибета — и различных религиозных течений — шаманизма, буддизма, синтоизма, даосизма, конфуцианства, индуизма — и при этом является одним из наиболее молодых среди азиатских.

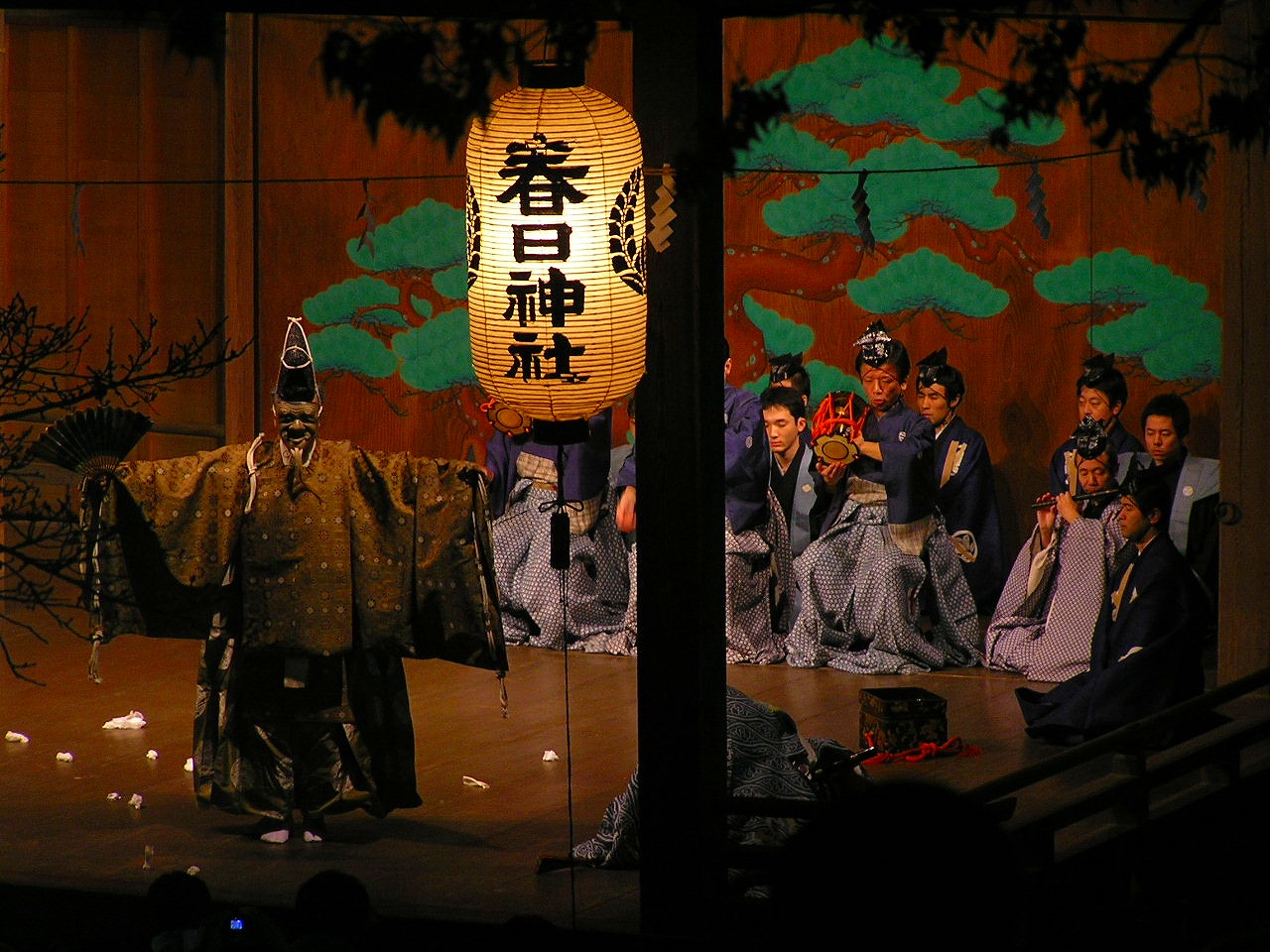
Сцена из спектакля «Окина» в театре но

Почти в каждый период истории Японии возникала новая особая исполнительская традиция: в период Яёй возникли ритуальные танцы кагура, в период Кофун появились миндзоку гэйно, в период Асука стали проводиться представления гигаку, в период Нара расцвёл театр бугаку, в период Хэйан возникли сангаку, дэнгаку и саругаку.
В средневековье — периоды Камакура и Муромати — возникли, соответственно, эннэн-но и ногаку (театр но с кёгэном), в новое время — периоды Адзути-Момояма и Токугава — возникли кукольный театр бунраку и театр кабуки, в период Мэйдзи появился театр симпа, в период Тайсё стали проводиться представления сингэки, в период Сёва появились ангура и буто. Данный список не является исчерпывающим.
В японском театроведении существует своеобразная классификация театральных представлений — на вышеупомянутые миндзоку гэйно, а также гэйно и энгэки. Под миндзоку гэйно («народные исполнительские искусства») понимаются всевозможные местные праздники и обряды, магические и религиозные действа, кукольные, танцевальные и песенные представления. Гэйно включает миндзоку гэйно и обозначает все существующие исполнительские искусства, как современные, так и древние. Понятием же энгэки именуются представления, возникшие после периода Мэйдзи в основном в качестве подражания западной культуре.
За четырьмя видами театрального искусства Японии, ранее относившимся к категории миндзоку гэйно, а сейчас к категории гэйно — бугаку, бунраку, кабуки и ногаку — закрепился статус «традиционных».

## Традиционные формы театра

### Но и Кёген
Древнийшие существующие пьесы Кёген датируются 15 веком. Его использовали в качестве антракта между действиями театра Но. Кёген соединял тему спектакля Но с современным миром посредством фарса и буффонады. Но играл для людей высокого класса, но иногда и для любой аудитории. Актёры Кёген, в отличие от Но, не носят масок, если для их роли не нужно перевоплощаться.
До 1430 года и мужчинам и женщинам разрешалось играть в театре Кёген.

### Кабуки
Самой известной формой японского театра является Кабуки. Он сочетает в себе музыку, драму и танец. Он славится своими пугающими костюмами и боями с мечами, которые использовались в этой форме (до 1680-х использовали настоящие мечи). Кабуки начал выходить из тени Но. Драматурги хотели поразить аудиторию более живыми и своевременными представлениями. Говорят, что первым был спектакль под названием Окунис, поставленный в 1603 году. Однако, как и Но, Кабуки так же стал стилизованным, регламентированным видом искусства, и до сих ставит пьесы таким же образом.

## Современный японский театр
Современная японская драма в начале 20 века 1900-х годов состояла из Сингеки (экспериментального театра западного стиля), который занимался реалистичными действиями и современными темами, в отличие от стилизованных обычаев Кабуки и Но. Такие фигуры как Хогецу Симамура и Каору Осанаи повлияли на развитие Сингеки.
В послевоенный период произошел феноменальный всплеск новых креативных драматических произведений, которые ввели новые эстетические концепции, и заменили современный православный театр. Сложная реалистическая, психологическая драма сосредоточена на «трагическом историческом развитии» Сингеки западного происхождения. Молодые драматурги покончили с такими принятыми постулатами как обычная сцена, ставя свои спектакли в палатках, на улицах, открытых площадках и, в крайнем случае, играли по всему Токио.
Сюжеты становились все более сложными, в последовательности с игрой-в-игре, быстро перемещаясь назад и вперед во времени, сочетая реальность с фантазией. Был разработан состав драмы, с акцентом на исполнителя, который чаще всех одевал маски, чтобы перевоплощаться в разные образы.
Драматурги вернулись к привычному сценическому оборудованию, которое усовершенствовалось в театрах Но и Кабуки, чтобы воплощать свои идеи, например, иметь такого рассказчика, который мог бы обращаться к иностранным гостям на английском языке. Известными драматургами 1980-х годов были Дзюро Кара, Кунио Симидзу и Минора Бетсуяку. Каждый из них относился к конкретной труппе. Мураи Шимако получила награды по всему миру за свои многочисленные спектакли, посвященные бомбардировке Хиросимы, которые часто выполнялись одной или двумя актрисами. В 1980-х мастерство драматурга стало проявляться в более сложном формате, чем в ранних послевоенных попытках, которым не хватало смелой критики.
Тадаси Судзуки разработал уникальную методику обучения исполнителей, которая объединяла в единое целое авангардные концепции с классическими театра Но и Кабуки, подход, который стал главным творческой основой для японского международного театра в 1980-х годах. Ещё одно довольно оригинальное Восточно-Западное объединение состоялось в воодушевленной постановке Настасья, взята из «Идиота» Достоевского, в которой знаменитый Кабуки Оннагата (травести), сыграл роль принца и его невесту.

### Со-Гэкиё
1980-е также способствовали созданию Со-Гэкиё, буквально маленькому театру. Обычно это любительские театральные труппы, ставящие развлекательные пьесы. Одними из мудрых драматургов и режиссёров того времени были Нода Хидэки и Седзо Комами.
Популярные театральные труппы Со-Гэкиё включают Neylon 100,Гекидана Сикансэна,Tokio Sunshine Boys, Халахоло Сангрила.
В последнее время, появляются новые поколения артистов Со-Гекийо, признанные как «Поколение потерянного десятилетия» или «Поколение 2000-х». Главными исполнителями являются Тосики Окада, Сэро Маэда, Куро Танино, Дайсукэ Миура, Томохиро Маэкава и другие.

### Западные пьесы в Японии
Много западных пьес, от древнегреческого театра до Шекспира, от Федора Достоевского и к Самюэлю Беккету, исполняются в Токио. Каждый год ставят большое количество пьес, возможно более чем 3000, тем самым делая Токио одним из ведущих мировых театральных центров.
На празднование открытия копии театра Глоуб пригласили всех актёров Британской труппы, чтобы те сыграли все шекспировские исторические пьесы, в то время как другие театры Токио сыграли пьесы Шекспира, включая различные новые переводы Гамлета и Короля Лира. Театр Глоуб, что находится в городе Син-Окубо, теперь в основном принадлежит Johnny’s Entertainment и компании поп-идолов в театральной сфере.
Юкио Нинагава является известным японским режиссёром и драматургом, который часто обращается к шекспировским элементам для вдохновения. В 1995 году он поставил пьесу «Shakespeare Tenpo 12Nen», перевод очень известного Британского театра Shakespeare Condensed: все пьесы Шекспира за два часа. К игре были привлечены такие известные актёры как Мари Нацуки и Карава Тосиаки.